# Hans Hübner (Theologe)
Hans Hübner (* 22. Juni 1930 in Elberfeld; † 13. Juni 2013) war ein deutscher evangelischer Theologe.

## Leben und Werk
Von 1957 bis 1967 war Hübner Pfarrer im Gemeinde- und Schuldienst. Die Arbeit an seiner Dissertation brachte ihn dazu, von der römisch-katholischen Kirche zum Protestantismus zu konvertieren. Er war von 1967 bis 1971 Dozent für Altes und Neues Testament und für Philosophie am Katechetischen Seminar der Evangelischen Kirche von Westfalen. Nach der Habilitation 1971 wurde er 1974 Professor für Neues Testament und Hermeneutik an der Ev. Fachhochschule Rheinland-Westfalen-Lippe, Abt. Theologie und Religionspädagogik, Düsseldorf. Von 1975 bis 1982 war er außerplanmäßiger Professor für Neues Testament an der Ruhr-Universität Bochum. Von 1982 bis zur Emeritierung 1995 war er Professor für Biblische Theologie an der Georg-August-Universität Göttingen.
Nach seiner theologiegeschichtlichen Dissertation über Martin Luthers Römerbriefvorlesung und einer Monografie zur Verteidigung Rudolf Bultmanns beschäftigte sich Hübner in seinen folgenden Monografien mit dem Gebrauch und Verständnis des Alten Testaments im Neuen Testament. Hieraus erwuchs seine dreibändige Biblische Theologie des Neuen Testaments und das gemeinsam mit Antje und Michael Labahn betriebene Projekt Vetus Testamentum in novo, das alle alttestamentlichen Zitate im NT sammeln sollte, aber unvollendet blieb. Die Erkenntnis, dass die Autoren des Neuen Testaments das Alte Testament im Lichte ihres christlichen Glaubens verstanden, brachte ihn dazu, sich wieder verstärkt hermeneutischen Fragestellungen zuzuwenden, wofür besonders die Evangelische Fundamentaltheologie von 2005 steht. Auch die Untersuchungen zu Friedrich Nietzsche, Heinrich Heine und Richard Wagner sind vor allem auf Hermeneutik ausgerichtet.

## Schriften (Auswahl)
- Politische Theologie und existentiale Interpretation. Zur Auseinandersetzung Dorothee Sölles mit Rudolf Bultmann. Luther-Verlag, Witten 1973, ISBN 978-3-7858-0179-6.
- Das Gesetz in der synoptischen Tradition. Studien zur These einer progressiven Qumranisierung und Judaisierung innerhalb der synoptischen Tradition. Luther-Verlag, Witten 1973, ISBN 978-3-7858-0174-1.
- Das Gesetz bei Paulus. Ein Beitrag zum Werden der paulinischen Theologie. Vandenhoeck & Ruprecht, Göttingen 1978, ISBN 978-3-525-53281-2; 3. Aufl. 1982 (Digitalisat).
- Gottes Ich und Israel. Zum Schriftgebrauch des Paulus in Römer 9–11. Vandenhoeck & Ruprecht, Göttingen 1984, ISBN 978-3-525-53810-4 (Digitalisat).
- Biblische Theologie des Neuen Testaments. Drei Bände. Vandenhoeck & Ruprecht, Göttingen 1990–1995.
- Antje Labahn, Michael Labahn (Hrsg.): Biblische Theologie als Hermeneutik. Gesammelte Aufsätze. Vandenhoeck & Ruprecht, Göttingen 1995, ISBN 978-3-525-53635-3.
- An Philemon. An die Kolosser. An die Epheser (= Handbuch zum Neuen Testament Bd. 12). Mohr Siebeck, Tübingen 1997, ISBN 978-3-16-146775-2; 2. Aufl.
- Die Weisheit Salomons (= Das Alte Testament Deutsch Apokryphen Bd. 4). Vandenhoeck & Ruprecht, Göttingen 1999, ISBN 978-3-525-51404-7.
- Nietzsche und das Neue Testament. Mohr Siebeck, Tübingen 2000.
- Goethes Faust und das Neue Testament. Vandenhoeck & Ruprecht, Göttingen 2003, ISBN 978-3-525-01626-8.
- Wer ist der biblische Gott? Fluch und Segen der monotheistischen Religionen. Neukirchener Verlagshaus, Neukirchen-Vluyn 2004, ISBN 978-3-7887-2033-9.
- Antje Labahn, Michael Labahn (Hrsg.): Wahrheit und Wirklichkeit. Exegese auf dem Weg zur Fundamentaltheologie. Gesammelte Aufsätze. Neukirchen-Vluyn 2005, ISBN 3-7887-2108-1.
- Evangelische Fundamentaltheologie. Theologie der Bibel. Vandenhoeck & Ruprecht, Göttingen 2005, ISBN 978-3-525-53563-9.
- Der freche und der fromme Poet. Heinrich Heine und sein Glaube. Neukirchener Verlagshaus, Neukirchen-Vluyn 2005, ISBN 978-3-7975-0092-2.
- Erlösung bei Richard Wagner und im Neuen Testament. Neukirchener Verlagshaus, Neukirchen-Vluyn 2008.